# Pseuderimerus burgeri
Pseuderimerus burgeri is een vliesvleugelig insect uit de familie Torymidae. De wetenschappelijke naam is voor het eerst geldig gepubliceerd in 2004 door Burks.